# Glogoveț, Veliko Tărnovo
Glogoveț (în bulgară Глоговец) este un sat în comuna Elena, regiunea Veliko Tărnovo,  Bulgaria. 

## Demografie
Componența etnică a satului Glogoveț
     Turci (80,95%)
     Bulgari (19,04%)
     Nicio identificare (0%)
     Altele (0%)
La recensământul din 2011, populația satului Glogoveț era de 21 locuitori. Din punct de vedere etnic, majoritatea locuitorilor (80,95%) erau turci, cu o minoritate de bulgari (19,04%). Pentru 0% din locuitori nu este cunoscută apartenența etnică.